# Edraianthus niveus
Edraianthus niveus är en klockväxtart som beskrevs av Günther von Mannagetta und Lërchenau Beck. Edraianthus niveus ingår i släktet Edraianthus och familjen klockväxter. Inga underarter finns listade i Catalogue of Life.